# Institute of Electrical and Electronics Engineers
L’Institute of Electrical and Electronics Engineers ou IEEE, en français l'« Institut des ingénieurs électriciens et électroniciens », est une association professionnelle. L’IEEE compte plus de 400 000 membres et possède différentes branches dans plusieurs parties du monde. L’IEEE est constituée d’ingénieurs électriciens, d’informaticiens, de professionnels du domaine des télécommunications, etc. L’organisation a pour but de promouvoir la connaissance dans le domaine de l’ingénierie électrotechnique, y compris électronique. Juridiquement, l'IEEE est une organisation à but non lucratif de droit américain.

## Histoire
L'Institute of Electrical and Electronics Engineers est né de la fusion, le 1er janvier 1963, de l'American Institute of Electrical Engineers (AIEE, fondé en 1884) et de l'Institute of Radio Engineers (IRE, fondé en 1912).
L'année 1984 a été marquée dans les diverses publications de l'organisme comme celle du centenaire de l'organisation.

## Description
En 2021, l'association comptait 419 000 membres dont à peu près 124 442 étudiants dans plus de 160 pays. Elle fédère trente-huit sociétés et sept conseils techniques représentant la grande variété des champs techniques.
Au début de 2008, plus de 1 300 normes et projets étaient à l'étude.
Sa documentation électronique, l'IEEE/IET Electronic Library (IEL), recense plus de 5 millions de documents  et plus de 20 000 documents sont ajoutés chaque mois.

## Publications et conférences
L'IEEE a plusieurs activités qui sont généralement associées aux organisations professionnelles ou autres, telles que l'édition et la publication de revues scientifiques pour un total de 294 transactions, revues, journaux et magazines, comme l'IEEE Sensors Journal.
La principale est IEEE Spectrum.
Les différents IEEE Proceedings sont publiés sur plusieurs dizaines de sujets, de l’intelligence artificielle à la physique du solide.
L'association sponsorise plus de 1 900 conférences chaque année.

## Normes
L'IEEE joue un rôle très important dans l'établissement de normes. Ceci est fait par la IEEE Standards Association. Elle assure la publication de ses propres normes et des autres textes rédigés par des membres de son organisation.

## Quelques comités
- IEEE switchgear[7] : normes C37 pour l'appareillage électrique
- IEEE 488 : interface de communication entre différents instruments de mesure
- IEEE 754 : représentation décimale en virgule flottante
- IEEE 802 : LAN avec adressage et haut débit
  - 802.1 : Gestion des réseaux locaux
  - 802.1X : Sécurisation d'accès à un réseau local
  - 802.2 : Distinction entre couche liaison et couche média dans une optique OSI
  - 802.3 : Couche média CSMA/CD (Ethernet)
  - 802.4 : Couche média Token bus (utilisée en informatique industrielle)
  - 802.5 : Couche média Token-ring (IBM)
  - 802.6 : Réseaux à grande distance (Metropolitan Area Networks ou MANs)
  - 802.11 : Réseau local sans fil (Wi-Fi)
  - 802.12 : 100 VG Anylan (ratifiée en 1995, similaire au Fast Ethernet, mais peu utilisé pour des raisons économiques et techniques)
  - 802.15 : Bluetooth, ZigBee
  - 802.16 : WiMAX
  - 802.22 : Réseau régional sans fil, sorte de Wi-Fi utilisant les bandes fréquences VHF et UHF pour atteindre une portée de plusieurs dizaines de km
- IEEE 1003 : POSIX (Portable operating system interface)
- IEEE 1149.1 : « boundary scan » : test de circuits intégrés numériques
- IEEE 1275 : Open Firmware
- IEEE 1284 : port parallèle
- IEEE 1394 : bus série (« FireWire »)
- IEEE 1474 : CBTCÁ
- IEEE P1901 : Courants porteurs en ligne (CPL)
- IEEE 2048 : Techniques de revues de logiciel

L'IEEE abrite aussi le Comité international sur la sécurité électromagnétique, structure privée qui, pour permettre le développement de la 5G, a récemment mis à jour ses limites d’exposition aux champs électromagnétiques de 0 à 300GHz, en s'alignant sur les propositions-guide de l'ICNIRP, (autre structure privée).

## Critiques, controverses

### Critique d'un monopole
Certains reprochent à l’IEEE une position proche du monopole dans certains domaines technico-scientifiques.
Lors d'une publication dans une revue de l’IEEE, l'auteur doit abandonner ses droits d'auteur en faveur de l'IEEE qui ensuite vend l'article dans son journal en ligne sans aucun bénéfice pour l'auteur ou les relecteurs (comme c'est le cas dans la plupart des revues savantes nationales et internationales d'ailleurs). Les frais de participation aux rencontres sont très élevés, d'autant plus que la publication dans l'un des journaux IEEE est presque obligatoire pour obtenir une reconnaissance dans certaines communautés scientifiques.
Selon des critiques plus radicales les normes de l'IEEE favorisent les technologies US et constituent ainsi un instrument d'impérialisme économique.
Dans un communiqué, l'IEEE-USA s'est félicité que la Cour suprême des États-Unis ait établi un jugement en faveur des brevets logiciels et algorithmes.

### Manque d'indépendance?
Il est aussi reproché à l'IEEE de jouer indûment le rôle de régulateur, et dans ce cadre d'interférer avec les recommandations et directives de l'ICNIRP, une ONG basée en Allemagne à laquelle il est reproché un manque d'indépendance vis-à-vis des lobbys industriels des télécommunications et de la télésurveillance ; ainsi en 2016, le « comité international sur la sécurité électromagnétique » (ICES) de l'IEEE a été par exemple invité par l'ICNIRP à commenter les lignes directrices promulguées en mars, puis en 2017, lors de l'assemblée annuelle de l'ICES, le président de l'IEEE, Antonio Faraone (de Motorola Solutions) s'est félicité que « l'ICNIRP a retardé la finalisation de ses conclusions pour tenir pleinement compte des recommandations de l'ICES » et le Comité international sur la sécurité électromagnétique de L'IEEE, dans le cadre du développement de la 5G a mis à jour ses limites d’exposition aux champs électromagnétiques de 0 à 300GHz, en s'alignant sur les propositions-guide de l'ICNIRP,.
Le rapport Buchner-Rivasi de 2020 estime que l'ICNIRP manque en outre d'expertise médicale et biologique ; il ne dispose que deux experts médicaux (par ailleurs surtout spécialistes en sciences physiques).